# 머나먼 여정 (1963년 영화)
《머나먼 여정》(영어: The Incredible Journey)은 캐나다와 미국에서 제작된 플레처 마클 감독의 1963년 모험 영화이다. 월트 디즈니 프로덕션에서 제작하였으며, 실라 번퍼드의 동명 소설이 원작이다. 에밀 주네스트 등이 출연하였다.
1993년 리메이크 영화 《머나먼 여정》이 개봉하였다.

## 출연진
- 에밀 주네스트
- 존 드레이니
- 샌드라 스콧
- 베스 에이머스
- 에릭 클레이버링
- 얀 루베시
- 렉스 앨런